# Немцов, Николай Михайлович
Никола́й Миха́йлович Немцо́в (16 [28] апреля 1879, Тула, Тульская губерния — 26 ноября 1937, Москва, Московская область) — советский государственный деятель, революционер-большевик, первый председатель исполнительного комитета Тюменского губернского Совета рабочих, солдатских и крестьянских депутатов.

## Биография
Родился 16 (28) апреля 1879 года в городе Туле, в многодетной семье рабочего-оружейника. После окончания земской школы поступил на Тульский оружейный завод учеником слесаря. Вступил в нелегальный социал-демократический кружок, руководимый И. И. Скворцовым-Степановым.
Один из организаторов празднования 16 мая 1899 года рабочими Тулы 100-летнего юбилея со дня рождения А. С. Пушкина, которое переросло в революционную манифестацию. В 1902—1905 годах организовал на крупнейших заводах города социал-демократические кружки, участвовал в создании социал-демократической организации Тулы, проводил маёвки и стачки рабочих. Несколько раз арестовывался за революционную деятельность, но освобождался за отсутствием улик или по требованию рабочих. В 1903 году перешёл работать на Тульский патронный завод.
В 1905 году из-за угрозы очередного ареста переехал в Санкт-Петербург, где работал на Металлическом заводе. Депутат Петербургского совета рабочих депутатов и член его исполкома Н. М. Немцов принимал активное участие в событиях Первой русской революции. После её поражения был приговорён к ссылке на вечное поселение в Сибирь, в город Обдорск (ныне город Салехард).
Февральскую революцию 1917 года встретил в городе Тобольске. Боролся за установление Советской власти в Тобольске и Тюмени. После Октябрьской революции возглавил Тюменский губисполком.
В середине 1918 года из-за захвата Тюмени белогвардейцами направлен ЦК партии большевиков на родину в Тулу. В Туле Н. М. Немцов был избран председателем Тульского горсовета, заместителем председателя губисполкома и членом губкома РКП(б). Был в составе тульской делегации на VI Всероссийском съезде Советов, на котором он был избран членом ВЦИК, а также на VIII съезде РКП(б).
В 1919 году Н. М. Немцов был направлен в качестве специального уполномоченного ЦК РКП(б) в Тамбов на подавление крестьянского восстания. Возглавил Тамбовский губком партии. Являлся сторонником экономических мер разрешения конфликта с крестьянами. В декабре 1920 года, будучи делегатом VII съезда Советов, вместе с другими членами делегации (Б. А. Васильевым, А. Г. Шлихтером и К. В. Редзько) беседовал с В. И. Лениным, докладывал о положении в губернии. Неоднократно встречался с В. И. Лениным, в том числе во главе делегации тамбовских крестьян (так называемых, «крестьян-бородачей») в феврале 1921 года.
С 1922 года Н. М. Немцов находился на службе в Москве. Работал членом коллегии Народного комиссариата юстиции, членом Верховных судов РСФСР и СССР, председателем Московского областного суда, заместителем председателя Комиссии по частным амнистиям при ВЦИК, заведующим секретариатом ВЦИК, членом Московской контрольной комиссии.

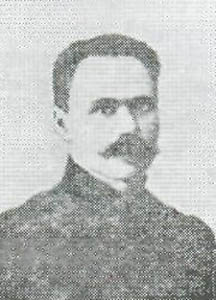
Н. М. Немцов до 1937 года

Поддерживал внутрипартийную оппозицию в 1923—1924 годах. Избирался делегатом ряда съездов партии, являлся членом общества политкаторжан и Всесоюзного общества старых большевиков.
В 1937 году Н. М. Немцов, как работник высших судебных органов, выступил против необоснованных репрессий. 10 октября 1937 года был сам арестован и расстрелян 26 ноября 1937 года. В 1955 году Н. М. Немцов был посмертно реабилитирован.

## Публикации
- Н. М. Немцов. Последний переезд полковника Романова // Красная нива. 1928. № 7

## Память
Именем Н. М. Немцова названы улицы в Туле, Тобольске и Тюмени. В Тюмени улица Немцова (бывшая ул. Шверника) названа 7 декабря 1957 года решением Тюменского горисполкома.